# Bombay Beach
Bombay Beach est une census-designated place située dans le comté d'Imperial en Californie, aux États-Unis.

## Démographie
| 1990 | 2000 | 2010 | - | - | - |
| ---- | ---- | ---- | - | - | - |
| 929  | 366  | 295  | - | - | - |